# Adino Clodoaldo Tchabana
Adino Clodoaldo Tchabana (ur. 15 czerwca 1977) – mozambicki piłkarz grający na pozycji obrońcy.

## Kariera klubowa
W swojej karierze piłkarskiej Adino grał w klubie CD Costa do Sol.

## Kariera reprezentacyjna
W reprezentacji Mozambiku Adino zadebiutował w 1998 roku. W tym samym roku został powołany do kadry na Puchar Narodów Afryki 1998. Rozegrał na nim dwa mecze: z Egiptem (0:2) i z Marokiem (0:3).